# Robert LeBel
Robert „Bob“ LeBel (* 21. September 1905 in Quebec City, Québec; † 20. September 1999) war ein kanadischer Eishockeyfunktionär. 

## Karriere
Robert LeBel gründete die Interprovincial Senior League, deren Präsident er von 1944 bis 1947 war. Von 1955 bis 1957 leitete er die Quebec Amateur Hockey League, ehe er direkt im Anschluss zwölf Jahre lang bis 1969 als Präsident der Canadian Amateur Hockey Association tätig war. Zudem war er von 1960 bis 1962 Präsident der Internationalen Eishockey-Föderation IIHF. Im Jahr 1970 wurde er für seine Verdienste um das Eishockey in die Hockey Hall of Fame aufgenommen. Die Trophée Robert LeBel, die seit 1978 jährlich an die Mannschaft der kanadischen Top-Juniorenliga QMJHL mit dem niedrigsten Gegentorschnitt vergeben wird, ist nach ihm benannt. 
Robert LeBel war zudem Bürgermeister der Stadt Chambly.

## Auszeichnungen
- 1970 Aufnahme in die Hockey Hall of Fame
- 1997 Aufnahme in die IIHF Hall of Fame